# Stonemaier Games
Stonemaier Games est un éditeur de jeux de société américain. SItué à Saint-Louis, dans le Missouri, il est notamment à l'origine de l'édition de jeux de société tels que Viticulture, Scythe et Wingspan.
Il est dirigé par Jamey Stegmaier, qui est également le créateur de certains jeux édités par le studio dont Scythe ou Viticulture.

## Histoire
Scythe est le jeu le plus vendu de Stonemaier Games jusqu'en 2020, avant d'être dépassé par Wingspan.

## Principaux jeux de sociétés édités
- Viticulture (2013)[3]
- Euphoria : Build a Better Dystopia (2013)
- Scythe (2016)[4]
- Charterstone (en) (2017)
- Tapestry (en) (2019)
- Wingspan (2019)[5]
- Red Rising (2021)[6]
- Apiary (2023)[5]
- Wyrmspan (2024)

## Récompenses
| Année | Jeu      | Récompense             | Catégorie                    | Résultat |
| ----- | -------- | ---------------------- | ---------------------------- | -------- |
| 2016  | Scythe   | Golden Geek Award      | Jeu de l'année               | Lauréat  |
| 2016  | Scythe   | Tric Trac d'or         | Jeu de l'année "Expert"      | Lauréat  |
| 2017  | Scythe   | As d'or Jeu de l'année | Jeu de l'année               | Lauréat  |
| 2019  | Wingspan | Diamond Climber Award  | Jeu de l'année               | Lauréat  |
| 2019  | Wingspan | The Dice Tower Award   | Jeu de l'année               | Lauréat  |
| 2019  | Wingspan | Deutscher Spiele Preis | Jeu de l'année               | Lauréat  |
| 2019  | Wingspan | Golden Geek Award      | Jeu de l'année               | Lauréat  |
| 2019  | Wingspan | Spiel des Jahres       | Jeu de l'année "Connaisseur" | Lauréat  |